# Почти многогранник Джонсона
Почти многогранник Джонсона — строго выпуклый многогранник, в котором грани близки к правильным многоугольникам, но некоторые или все из них не совсем правильные. Понятие обобщает многогранники Джонсона и «часто могут физически построены без заметного отличия» неправильных граней от правильных. Точное число «почти» многогранников Джонсона зависит от требований, насколько точно грани приближаются к правильным многоугольникам.

## Примеры
| Название Название по Конвею                            | Рисунок | Вершинная конфигурация              | V   | E   | F   | F3  | F4 | F5 | F6 | F8 | F10 | F12 | Симметрия             |
| ------------------------------------------------------ | ------- | ----------------------------------- | --- | --- | --- | --- | -- | -- | -- | -- | --- | --- | --------------------- |
| Усечённый триакистетраэдр t6kT                         |         | 4 (5.5.5) 24 (5.5.6)                | 28  | 42  | 16  |     |    | 12 | 4  |    |     |     | Td, [3,3] порядок 24  |
| Скошенный куб cC                                       |         | 24 (4.6.6) 8 (6.6.6)                | 32  | 48  | 18  |     | 6  |    | 12 |    |     |     | Oh, [4,3] порядок 48  |
| --                                                     |         | 12 (5.5.6) 6 (3.5.3.5) 12 (3.3.5.5) | 30  | 54  | 26  | 12  |    | 12 | 2  |    |     |     | D6h, [6,2] порядок 24 |
| --                                                     |         | 6 (5.5.5) 9 (3.5.3.5) 12 (3.3.5.5)  | 27  | 51  | 26  | 14  |    | 12 |    |    |     |     | D3h, [3,2] порядок 12 |
| Четвертованный додекаэдр                               |         | 4 (5.5.5) 12 (3.5.3.5) 12 (3.3.5.5) | 28  | 54  | 28  | 16  |    | 12 |    |    |     |     | Td, [3,3] порядок 24  |
| Скошенный додекаэдр cD                                 |         | 60 (5.6.6) 20 (6.6.6)               | 80  | 120 | 42  |     |    | 12 | 30 |    |     |     | Ih, [5,3] порядок 120 |
| Полностью усечённый усечённый икосаэдр rtI             |         | 60 (3.5.3.6) 30 (3.6.3.6)           | 90  | 180 | 92  | 60  |    | 12 | 20 |    |     |     | Ih, [5,3] порядок 120 |
| Усечённый усечённый икосаэдр ttI                       |         | 120 (3.10.12) 60 (3.12.12)          | 180 | 270 | 92  | 60  |    |    |    |    | 12  | 20  | Ih, [5,3] порядок 120 |
| Расширенный усечённый икосаэдр etI                     |         | 60 (3.4.5.4) 120 (3.4.6.4)          | 180 | 360 | 182 | 60  | 90 | 12 | 20 |    |     |     | Ih, [5,3] порядок 120 |
| Плосконосый полностью усечённый усечённый икосаэдр stI |         | 60 (3.3.3.3.5) 120 (3.3.3.3.6)      | 180 | 450 | 272 | 240 |    | 12 | 20 |    |     |     | I, [5,3]+ порядок 60  |

## Почти многогранники Джонсона с копланарными гранями

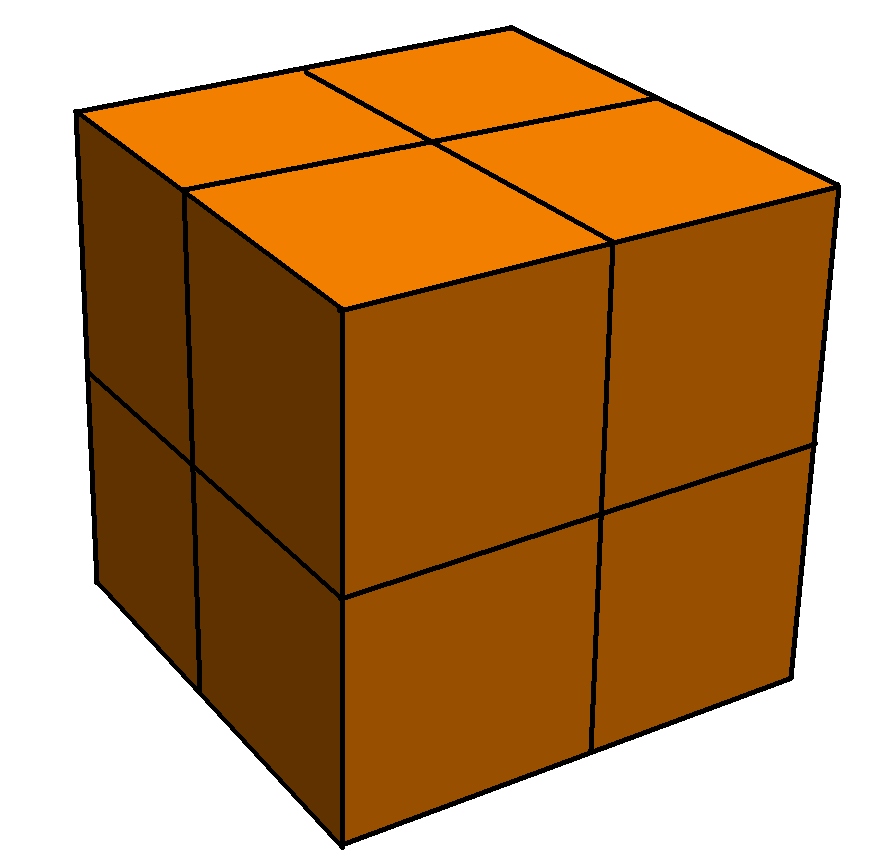
Квадратный икоситетраэдр (Куб)

Шестиугольный купол (вырожденный)

Некоторые кандидаты в почти многогранники Джонсона имеют копланарные грани.
Эти многогранники можно чуть деформировать так, что грани будут сколь угодно близки к правильным многоугольникам. Эти случаи используют вершинные фигуры 4.4.4.4 квадратной мозаики, вершинные фигуры 3.3.3.3.3.3 треугольной мозаики, а также ромбы с углом 60º, делённые на два правильных треугольника, или трапеции с углом 60º как три правильных треугольника.
Примеры:
3.3.3.3.3.3

Ромбическая призма
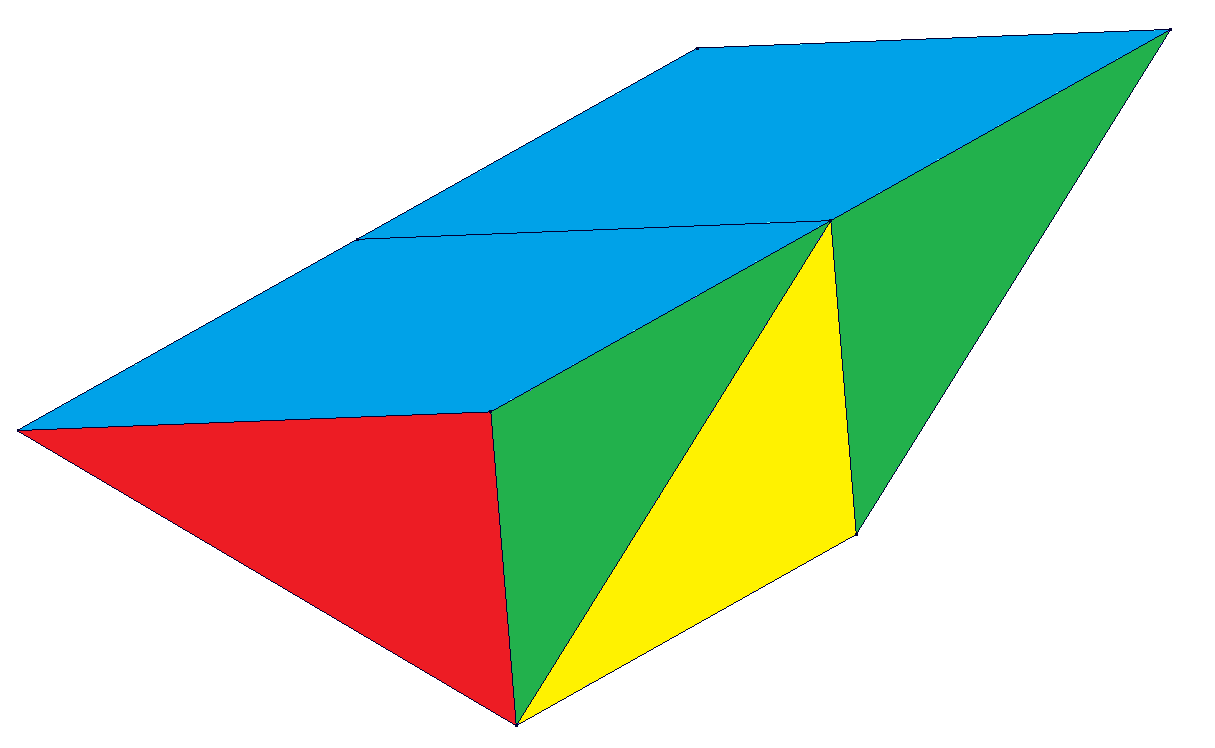
Клин
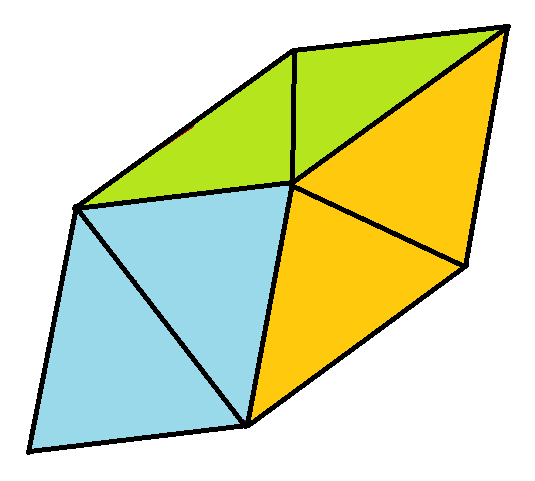
Треугольный трапецоэдр[англ.]
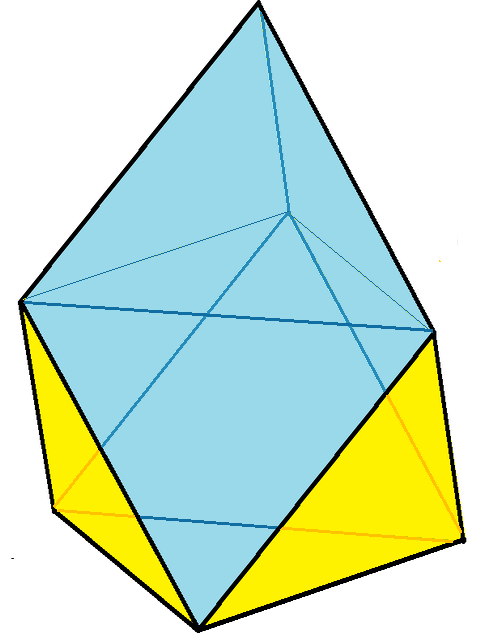
Скрученно удлинённая треугольная пирамида
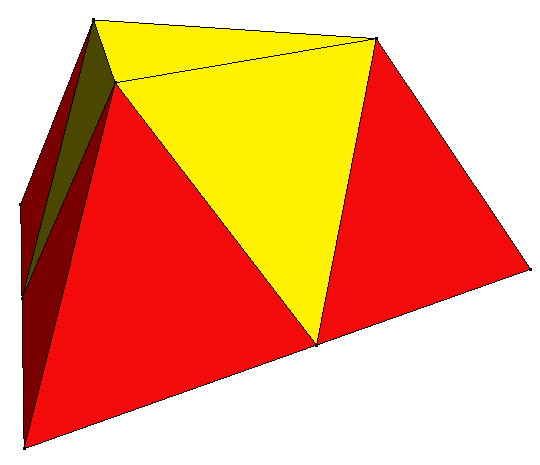
Триангулированный одноусечённый тетраэдр
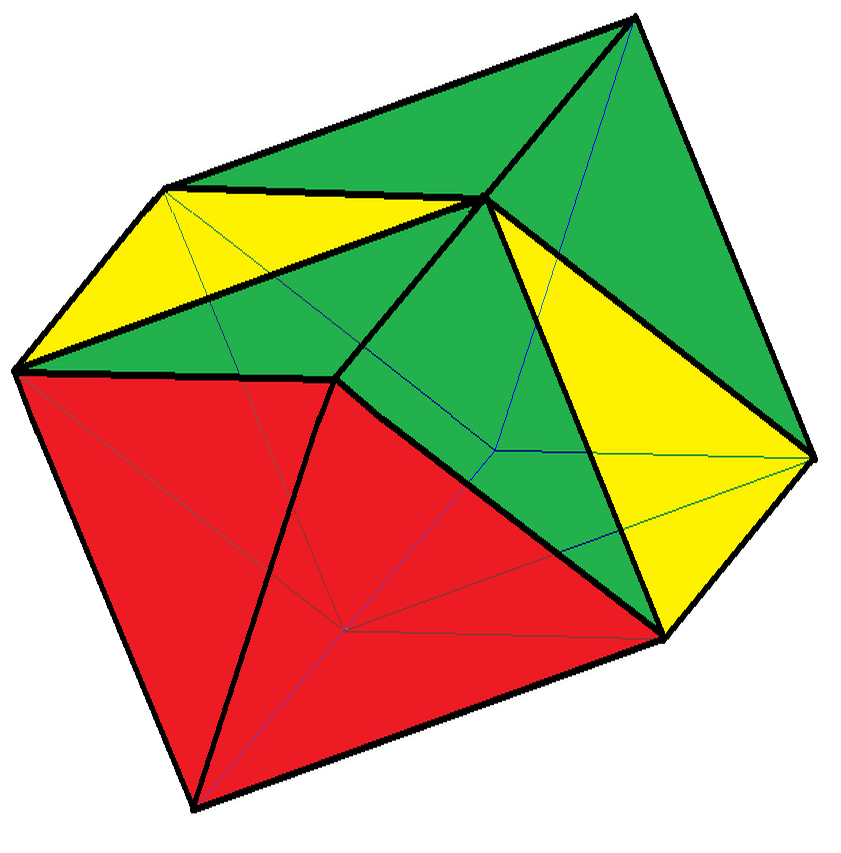
Удлинённый октаэдр[англ.]
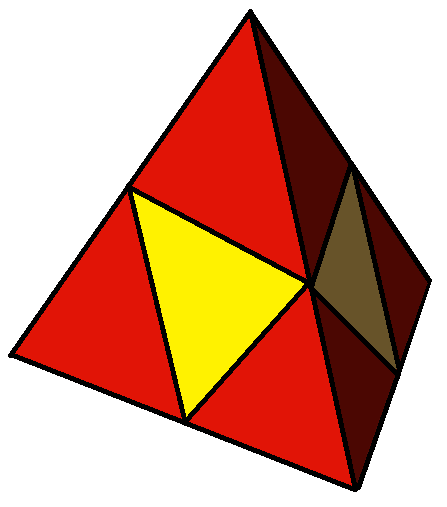
Триангулированный тетраэдр
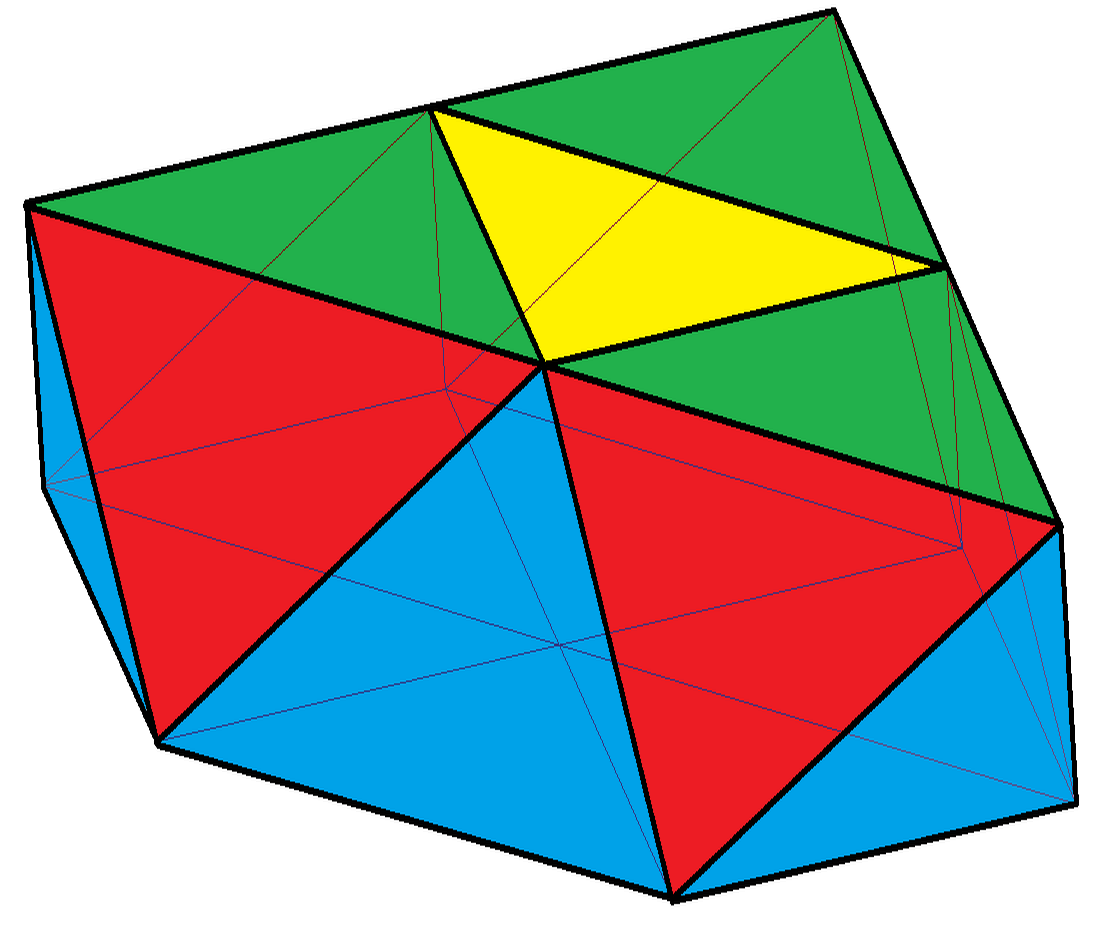
Наращенный треугольный купол
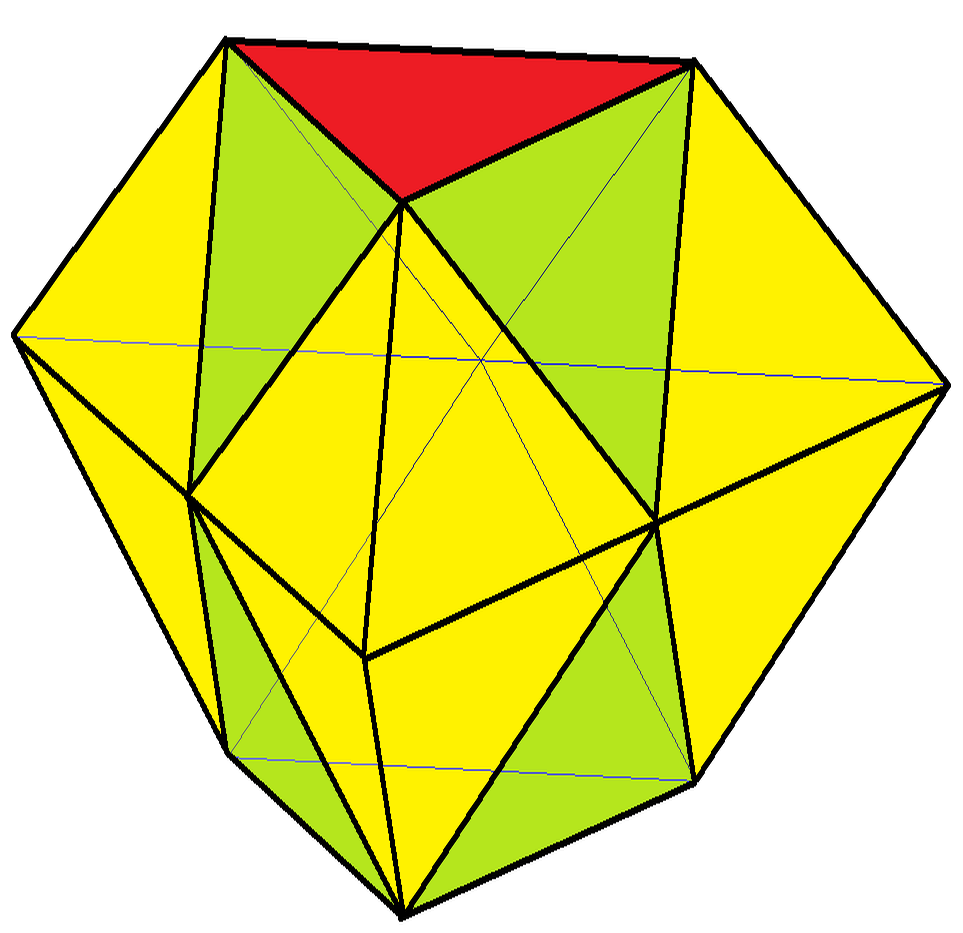
Триангулированная усечённая бипирамида
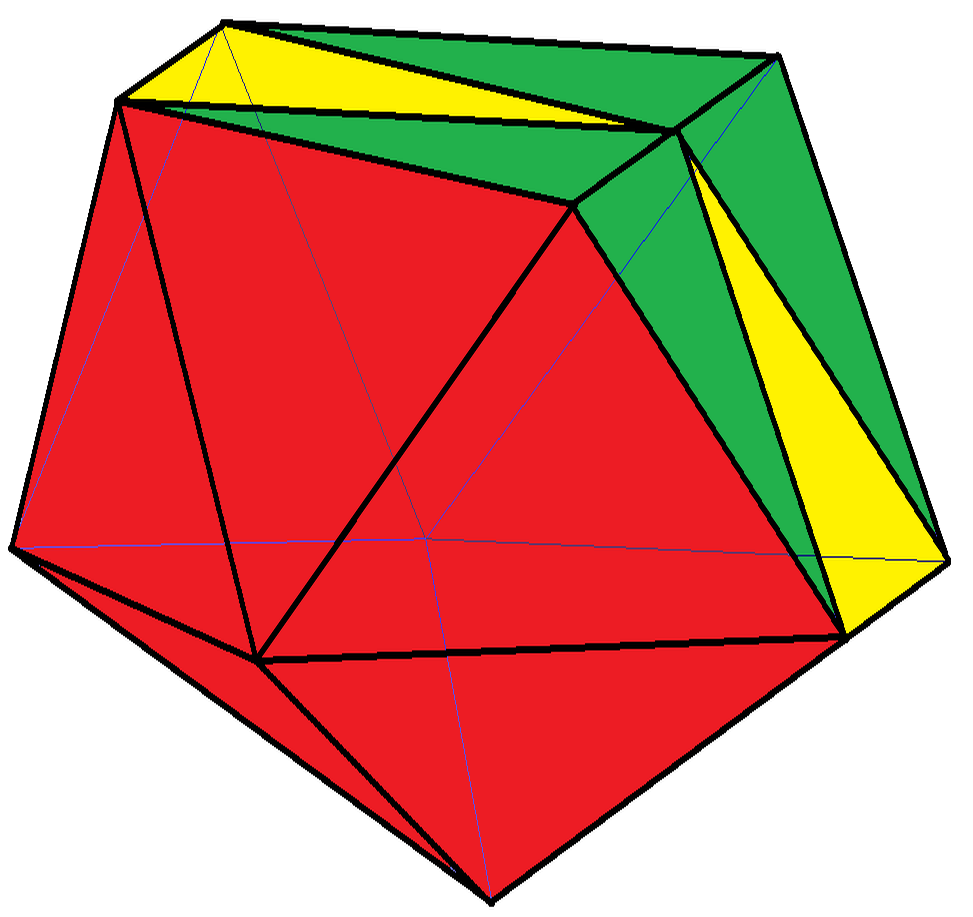
Восемнадцатигранник
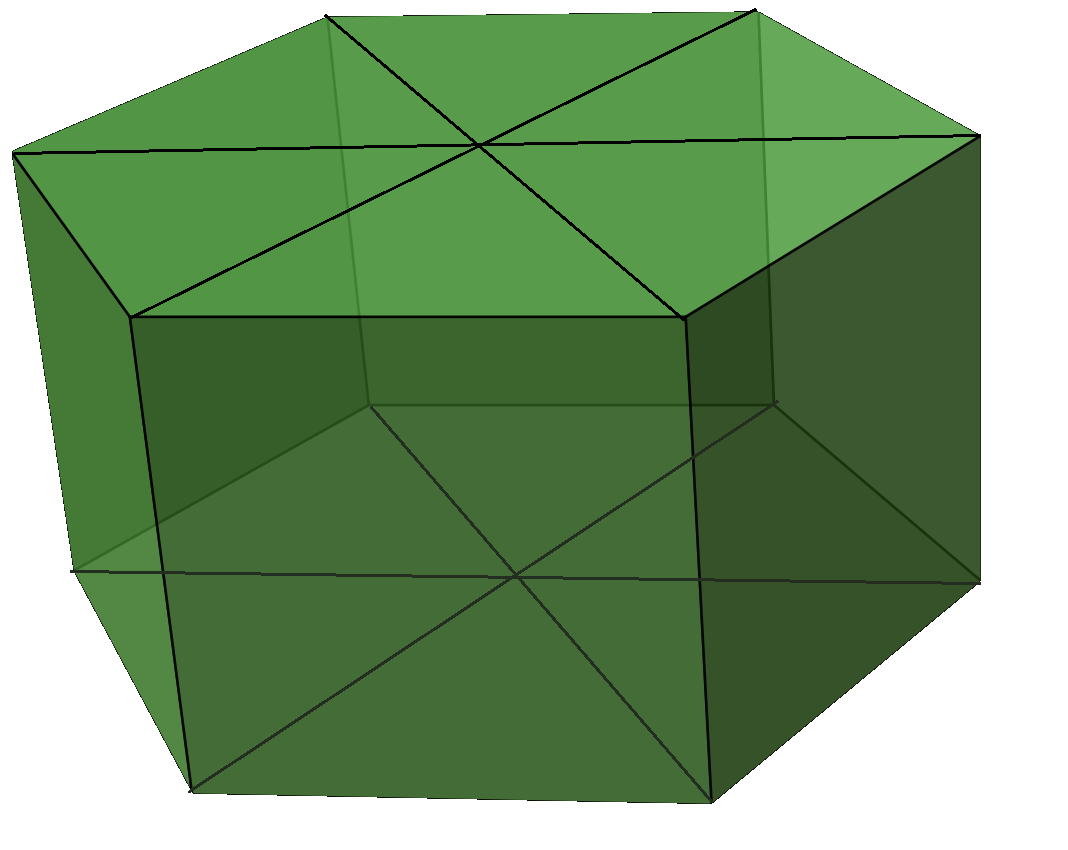
Шестиугольная призма
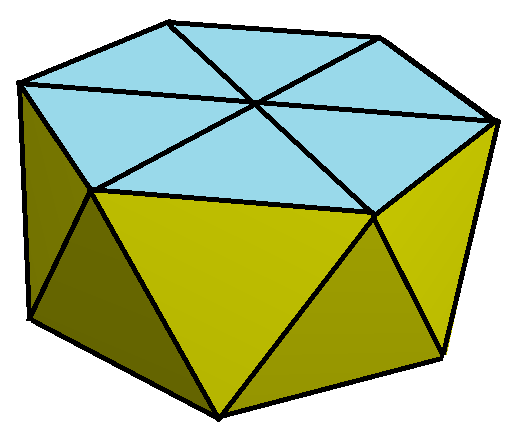
Шестиугольная антипризма
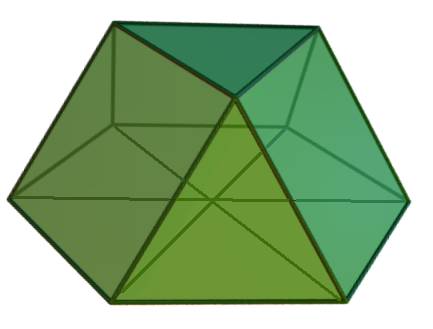
Треугольный купол
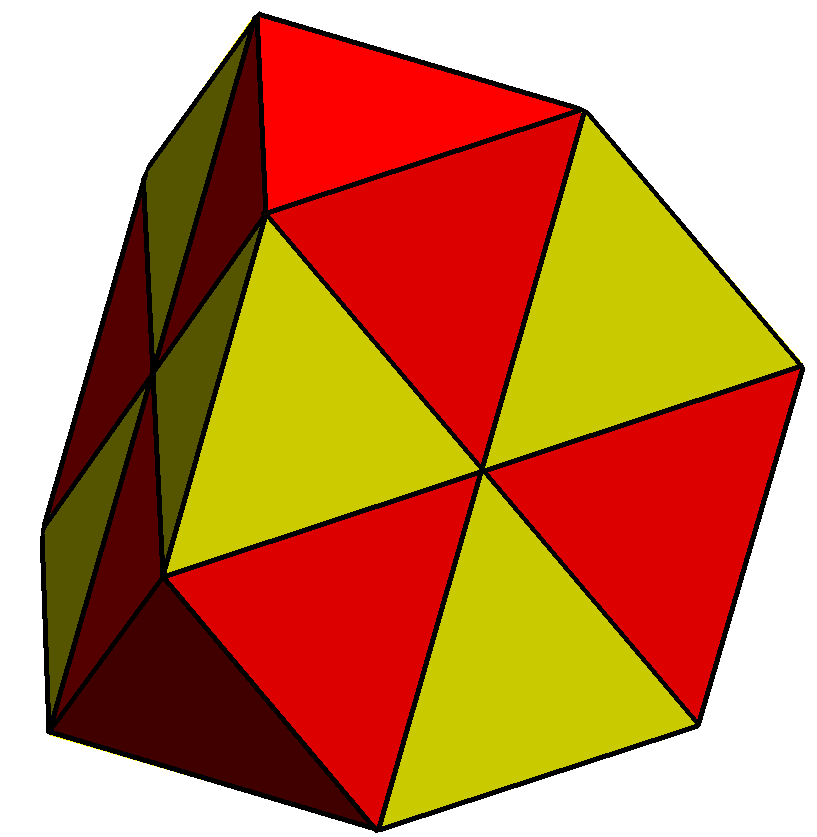
Усечённый тетраэдр
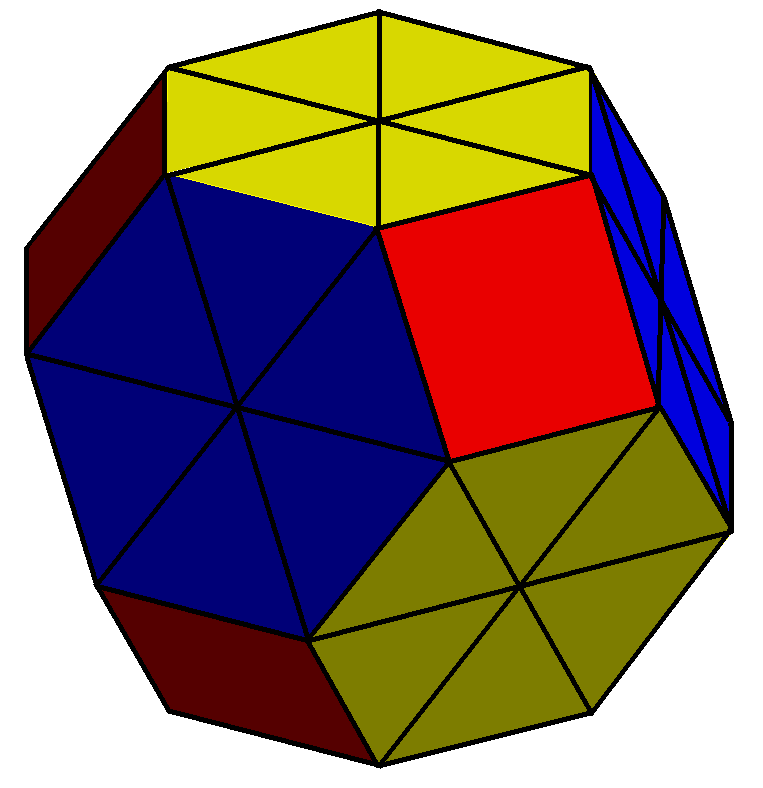
Усечённый октаэдр

4.4.4.4
- Квадратный икоситетраэдр
(Куб)

3.4.6.4:
- Шестиугольный купол
(вырожденный)